# Национальная инженерная академия Республики Казахстан
Национальная инженерная академия Республики Казахстан (каз. Қазақстан Республикасы Инженерлік академиясы; НИА РК) — научное объединение в Республике Казахстан, созданное с целью координировать и развивать научно-инженерную деятельность в стране.
Объединение было создано в ноябре 1991 года по инициативе академика Умирбека Арислановича Джолдасбекова, который и стал её первым президентом, как Инженерная академия Республики Казахстан, которая представляла собой казахское отделение (филиал) Инженерной академии Союза Советских Социалистических Республик (ныне Российская инженерная академия).
Академия представляет собой научно-исследовательский, инженерно-конструкторский, проектный и производственный центр Казахстана. НИА объединяет ведущих ученых республики, работающих в научных направлениях естествознания, техники, экономики, организаторов и инженеров производства, а также научные группы и коллективы предприятий. 
Национальная инженерная академия Республики Казахстан содействует подготовке высококвалифицированных специалистов-инженеров, производственному освоению новых технологий и развитию соответствующей этим технологиям, инфраструктуры. 
В настоящее время НИА РК включает крупные производственные предприятия Казахстана, 35 научно-технических и инженерных центров, 13 областных филиалов и 10 отделений. Академия объединяет множество НИИ, вузы, акционерные общества и объединения, промышленные предприятия и коллективы. 
Национальная инженерная академия Казахстана является ассоциированным членом Международной инженерной академии, Всемирного совета академии инженерных и технических наук Америки (CAETS), Федерации инженерных объединений исламских стран (ФИОИС), имеет научные связи с Комиссией по промышленному развитию (UNIDO) при Организации Объединённых Наций. 
Инженерная академия принимает участие в работе комитета по научно-техническому сотрудничеству (COMSTECH) Организации Исламская Конференция. Устанавливает творческие связи с инженерными объединениями ведущих промышленных государств планеты.
НИА РК выпускает собственный журнал «Вестник Национальной инженерной академии Республики Казахстан», который выходит 4 раза в год в конце каждого квартала и включен в международную англоязычную базу реферативных данных по техническим наукам INSPEC.